# FlatOut
FlatOut — это гоночная видеоигра 2004 года, разработанная финской компанией Bugbear Entertainment и изданная Empire Interactive, дистрибьютором в Северной Америке является Vivendi Universal Games. Геймплей в FlatOut сосредоточен на гонках в стиле «дерби», и включает в себя сложный физический движок. В игру включено 16 различных автомобилей. Игра наиболее известна тем, что водители автомобилей вылетают через лобовое стекло. Она была опубликована компанией Konami 13 октября 2005 года.
В 2014 году версия игры для Linux была выпущена на GOG.com в рамках запуска поддержки Linux.

## Основные особенности
Отличительной особенностью FlatOut является почти полная разрушаемость объектов, расставленных на треке, — будь то деревянный заборчик, ограждающий сложный поворот, или водонапорное сооружение, снеся тонкую опору которого, можно обрушить бак с водой на машину преследующего оппонента.
От большинства выпускаемых в тот момент игр FlatOut также отличала реалистичная для тех лет модель поведения автомобиля на трассе. Автомобиль по-разному ведёт себя на разных покрытиях, которые здесь представлены в виде грунтового, асфальтированного и заснеженного с встречающимся льдом.
Автомобили игры не являются лицензионными 3D-копиями настоящих моделей, болиды представляют собой видоизмененные модели популярных в 70-е и 80-е годы автомобилей США и Европы.
Заслуживает внимания модель повреждений внутриигровых автомобилей — в зависимости от силы и места нанесения удара на моделях образуются вмятины, бьются стекла, отваливаются части кузовных составляющих, при повреждении ходовой части на колесах образуются «восьмёрки», конечным итогом разрушения автомобиля является возгорание моторного отсека. В режиме игры под названием «Дерби» уничтожение автомобилей противника или нанесение как можно больших повреждений является основной целью, однако в режиме гоночных состязаний возможность уничтожить автомобиль оппонента отсутствует. Также при столкновении с жёстким препятствием на скорости возможен вылет водителя через лобовое стекло — эта игровая особенность, а также связанный с ней трюковый режим игры, стали одними из основных отличий как FlatOut, так и последующих игр этой серии.
Общая стилистика гонок на выживание подталкивает игрока на различные приёмы и уловки в ходе соревнований за лидирующую позицию, такие, как, например, таран машины соперника с целью прижать его авто или натолкнуть на жёсткое или тяжёлое препятствие, что может привести к выходу из строя его машины, попытки спихнуть его автомобиль с трассы, использование особенностей трека для устройства ловушек — проезд рядом с прицепом, груженым круглым лесом, влекущий развал брёвен на трассу.

## Структура
Игра состоит из трёх кубков: бронзового, серебряного и золотого. Гонки за бронзовый кубок включают 9 трасс, в серебряном трасс уже 12, в золотом — 15. Также имеется блок бонусных уровней, включающий в себя 12 соревнований: 3 дерби-арены, 4 кольцевых гонки («восьмёрка», «овал» и «гиря») и «stunt-ивенты» (прыжки в длину, прыжки в высоту, дартс, клоун, бейсбол и кёрлинг).
Доступ к следующей гонке открывается только после попадания в тройку призёров предыдущей.
В зависимости от занятого места игрока ждёт вознаграждение в виде внутриигровой валюты — так называемых «кредитов»: сумма вознаграждения чем больше, тем ближе игрок находится к лидирующей позиции, за первое место игрок получает максимальную сумму вознаграждения соответственно (но деньги выдаются только за первую тройку); кроме того, кредиты даются и за разрушение окружения. Также определённую сумму кредитов можно получить, проходя бонусные уровни.
Заработанные кредиты можно потратить на улучшение различных характеристик своего автомобиля или приобрести новый болид.
Улучшение автомобиля возможно в различных областях — ходовой части, силовых агрегатах, тормозной системы и кузове; применённые улучшения сказываются на поведении автомобиля на треке, его скоростных, прочностных и ходовых характеристиках; внешние же изменения затрагивают лишь окрас автомобиля.
В игре существуют 16 машин, которые открываются по ходу прохождения. На полученные деньги их можно модернизировать. Для покупки первой машины игроку будет выдано 4000 кредитов. Машины можно покупать и продавать.
В игре существуют 48 трасс, на каждой из которых присутствуют около 3000 разрушаемых объектов, взаимодействующих между собой.
В одиночной игре целью игрока будет получение Большого Кубка: чтобы получить его, нужно приехать на финиш в первой тройке в каждой из 36 обязательных трасс. В этом с игроком будут соревноваться 7 пилотов.

## Саундтрек
Основной дорожкой стала композиция «Beat The Boys» от группы «LAB», которая звучит на заставке. 
1. Adrenaline — «Adrenaline»
2. Adrenaline — «Dead Inside»
3. Agent Blue — «Something Else»
4. Amplifire — «Drown Together»
5. Amplifire — «Heartless»
6. Amplifire — «Perfect Goodbyes»
7. Central Supply Chain — «FlatOut»
8. Central Supply Chain — «Are You Ready»
9. Central Supply Chain — «The Ever Lasting»
10. Circa — «Alive!»
11. Deponeye — «Anger Management 101»
12. Deponeye — «Tick Tock»
13. Full Diesel — «King Of Defeat»
14. Full Diesel — «No Man’s Land»
15. Kid Symphony — «Hands On The Money»
16. The Killer Barbies — «Baby With Two Heads»
17. The Killer Barbies — «Down The Street»
18. LAB — «Beat The Boys»
19. No Connection — «Burnin’»
20. No Connection — «Living American»
21. No Connection — «Love To Hate To Love»
22. Sixer — «The Race»
23. Splatterheads — «Fish Biscuit»
24. Subroc — «Close The Windows»
25. The April Tears — «Little Baby Is Coming»
26. The Hiss — «Back On The Radio»
27. Tokyo Dragons — «Teenage Screamers»
28. Whitmore — «Nine Bar Blues»

## Оценки и мнения
| Сводный рейтинг       | Сводный рейтинг | Сводный рейтинг | Сводный рейтинг |
| Издание               | Оценка          | Оценка          | Оценка          |
| Издание               | PC              | PS2             | Xbox            |
| --------------------- | --------------- | --------------- | --------------- |
| GameRankings          | 74,20 %         | 74,05 %         | 72,32 %         |
| Game Ratio            | 77 %            | 69 %            | 76 %            |
| Metacritic            | 72/100          | 70/100          | 71/100          |
| MobyRank              | 79/100          | 74/100          | 75/100          |
| Иноязычные издания    |                 |                 |                 |
| Издание               | Оценка          | Оценка          | Оценка          |
| Издание               | PC              | PS2             | Xbox            |
| 1UP.com               | 6/10            | N/A             | N/A             |
| AllGame               | [ 15 ]          | N/A             | N/A             |
| Edge                  | 7/10            | 7/10            | 7/10            |
| EGM                   | N/A             | 4,67/10         | 4,67/10         |
| Eurogamer             | N/A             | 8/10            | 8/10            |
| G4                    | 3/5             | N/A             | N/A             |
| Game Informer         | N/A             | N/A             | 6,5/10          |
| GameSpot              | 7,9/10          | N/A             | N/A             |
| GameSpy               | N/A             | [ 21 ]          | [ 22 ]          |
| GameTrailers          | 8,5/10          | N/A             | N/A             |
| GameZone              | 8/10            | 7,9/10          | N/A             |
| IGN                   | 7/10            | 7,5/10          | 7,5/10          |
| OPM                   | N/A             | 2,5/5           | N/A             |
| OXM                   | N/A             | N/A             | 7,2/10          |
| PALGN                 | N/A             | N/A             | 8/10            |
| PC Gamer (UK)         | 80/100          | N/A             | N/A             |
| Play (UK)             | 7/10            | 7/10            | 7/10            |
| TeamXbox              | N/A             | N/A             | 8/10            |
| Русскоязычные издания |                 |                 |                 |
| Издание               | Оценка          | Оценка          | Оценка          |
| Издание               | PC              | PS2             | Xbox            |
| Absolute Games        | 86 %            | N/A             | N/A             |
| «PC Игры»             | 8/10            | N/A             | N/A             |
| «Игромания»           | 8,5/10          | N/A             | N/A             |
| «Страна игр»          | 8,5/10          | N/A             | N/A             |

Игра получила преимущественно позитивные отзывы от рецензентов. На сайте Metacritic средняя оценка составляет 72/100 в версии для ПК, 71/100 — для Xbox и 70/100 — для PlayStation 2. Схожая статистика опубликована на GameRankings: 74,20 % — для ПК, 74,05 % — для PlayStation 2 и 72,32 % — для Xbox. Обозреватели удостоили похвалы высокое качество графики, физическую модель и многопользовательскую игру, но к недостаткам отнесли управление и звуковое сопровождение.

## Сиквелы
Сиквел, FlatOut 2, был выпущен первым, в Европе, 30 июня 2006 года. В игру включено большее разнообразие транспортных средств (включая современные автомобили и пикапы). Североамериканская версия была выпущена 1 августа.
В 2007 году Bugbear выпустила FlatOut: Ultimate Carnage, улучшенный ремейк FlatOut 2, для Xbox 360. Версия для Microsoft Windows была выпущена 1 августа 2008 года.
В ноябре 2010 года Team6 Game Studios выпустила новую игру под названием FlatOut для Wii. Игра получила в целом смешанные отзывы.
Третья часть, FlatOut 3: Chaos & Destruction, разработанная Team6 Game Studios и изданная Strategy First в декабре 2011 года эксклюзивно для Microsoft Windows. Игра получила крайне негативные отзывы.
Flatout Stuntman — это эксклюзивная для Android игра в серии с физикой ragdoll. Она была разработана и издана Team6 Game Studios и выпущена в ноябре 2013 года.
FlatOut 4: Total Insanity, разработанная Kylotonn для PlayStation 4, Xbox One и Microsoft Windows, вышла в марте 2017 года. Игра получила смешанные отзывы.